# Лайза Татъл
Лайза Татъл (на английски: Lisa Tuttle) е американска писателка на бестселъри в жанра научна фантастика, фентъзи и хорър.

## Биография и творчество
Лайза Татъл е родена на 16 септември 1952 г. в Хюстън, Тексас, САЩ. Започва да пише още като ученичка в училище „Кенкейд“ в Пиней Пойнт Вилидж, Тексас. Докато учи в гимназията „Ламар“ в Хюстън става активен фен на научната фантастика, като основава и редактира фен-списанието „Mathom“ на Хюстънското общество за научна фантастика в периода 1968 – 1970 г.
В Университета „Сиракуза“ в Ню Йорк тя пише фензина „Tomorrow And…“ и редактира няколко алтернативни вестника. През 1971 г. участва в семинара за писатели „Кларион“ в Университета „Тулейн“ в Ню Орлианс. След него тя продава първият си разказ „Stranger in the House“, който излиза през 1972 г. в сборника „Clarion II“ редактиран от писателя Робин Уилсън.
През 1973 г. завършва университета с бакалавърска степен по английска литература. Премества се в Остин, Тексас, където работи като журналист в продължение на пет години във вестник „Austin American-Statesman“. Още през 1973 г. заедно с още няколко писатели фантасти, като Хауърд Уолдръп, Стивън Ътли и Брус Стърлинг, основават партньорския писателския семинар за научна фантастика в Търки, Тексас. През 1974 г. Татъл, заедно със Спайдър Робинсън, е удостоена с наградата „Джон У. Кембъл“ за най-добър млад автор.
Лайза Татъл започва да си сътрудничи с писателя Джордж Р. Р. Мартин за новелата „The Storms of Windhaven“, която е издадена през 1975 г. и е номинирана за наградата „Хюго“. По-късно тя е разширена в романа „Планетата на ветровете“ издаден през 1981 г.
В следващите 25 години тя продължава да пише научна фантастика, хорър и фентъзи. Пише и участва в много книги за деца. През 1998 г. издава и сборника с еротична фантастика „Crossing the Border: Tales of Erotic Ambiguity“ на тема транссексуалните отношения. Автор е и няколко документални книги, като „Encyclopaedia of Feminism“ (1986) и „Writing Fantasy and Science Fiction“ (2001).
През 1981 г. е удостоена с наградата „Небюла“ за най-добър разказ за „The Bone Flute“. Тя отказва да приеме наградата поради противоречие в процедурата при номинацията на писателя Джордж Гътридж. Отличието е прието от нейния издател.
През януари 1981 г. се премества в Лондон, Англия, където се омъжва за британския писател Кристофър Прийст. Бракът им приключва през 1987 г. В периода 1984 – 1988 г. води задочни курсове по научна фантастика в „City Lit College“ в Лондонския университет. От 1985 г. е и журналист на свободна практика, а от 1987 г. е била и редактор на „Women's Press“.
Повечето от произведенията на писателската са преведени в много страни по света. Някои от тях са адаптирани за телевизията. В своите творби тя се фокусира върху проблемите на половете, като нейните героини са емоционални жени със силна воля, които карат читателя не само да мисли, но и да чувства.
През 1990 г. се премества да живее в Торинтюрк, Шотландия, където се омъжва за втория си съпруг Колин Мъри, редактор.
Двамата имат дъщеря – Емили.

## Произведения

### Самостоятелни романи
- Familiar Spirit (1983)
- Catwitch (1983) – с Уна Уудръф
- Angela's Rainbow (1983) – в съавторство с Майкъл Джонсън
- (with Michael Johnson)
- Gabriel (1987)
- Lost Futures (1992)
- Panther in Argyll (1996)
- The Pillow Friend (1996)
- Love On-line (1998)
- Mad House (1998)
- The Mysteries (2005)
- The Silver Bough (2006)

### Серия „Планетата на ветровете“ (Windhaven) – сДжордж Мартин
1. The Storms of Windhaven (1975) – новела
2. One-Wing (1980) – разказ
3. Windhaven (1981)
Планетата на ветровете, изд.: ИК „Бард“, София (2002, 2018), прев. Юлиян Стойнов

### Участие в общи серии с други писатели

#### Серия „Хорърскопи“ (Horrorscopes)
серията е издадена по общия авторски псевдоним Мария Палмър
10. Virgo: Snake Inside (1995)
от серията има още 11 романа от различни автори

### Сборници
- A Nest of Nightmares (1986)
- A Spaceship Built of Stone: And Other Stories (1987)
- Memories of the Body: Tales of Desire and Transformation (1990)
- Crossing the Border: Tales of Erotic Ambiguity (1998)
- My Pathology (2001)
- Ghosts and Other Lovers (2002)
- Songs of Love and Darkness (2012) – с М.Л.Н. Хановър, Мери Джо Пътни и Кари Вон
- Objects in Dreams: Imaginings Volume 6 (2012)

### Разкази
частично представяне
- Stranger in the House (1972)
- Dollburger (1972)
- Changelings (1975)
- Stone Circle (1976)
- The Family Monkey (1977)
- The Horse Lord (1977)
- In the Arcade (1978)
- Wives (1979)
- Bug House (1980)
- Community Property (1980)
- One-Wing (1980) – с Джордж Мартин
- The Other Mother (1980)
- Sun City (1980)
- Where the Stones Grow (1980)
- The Bone Flute (1981) – награда „Небюла“ за най-добър разказ
- A Friend in Need (1981)
- Need (1981)
- Treading the Maze (1981)
- The Memory of Wood (1982)
- The Other Room (1982)
- The Nest (1983)
- Flying to Byzantium (1985)
- Riding the Nightmare (1986)
- Jamie's Grave (1987)
- Memories of the Body (1987)
- Mr Elphinstone's Hands (1989)
- The Walled Garden (1989)
- Bits and Pieces (1990)
- Replacements (1992)
- Lucy Maria (1993)
- Food Man (1994)
- White Lady's Grave (1995)
- Background: The Dream (1996)
- The Extra Hour (1997)
- A Dress (1998)
- My Pathology (1998)
- Belonging (1999)
- Haunts (2000)
- The Man in the Ditch (2011)
Мъжът в канафката в сборника „Малкият зелен бог на агонията и други разкази“, изд.: ИК „Бард“, София (2013), прев. Юлиян Стойнов

### Документалистика
- Children's Literary Houses (1984) – с Розалинд Аш
- Encyclopaedia of Feminism (1986)
- Heroines (1988)
- Mark Harrison's Dreamlands (1990)
- Writing Fantasy and Science Fiction (2001)

### Филмография
- 1990 The Hitchhiker – ТВ сериал
- 1990 Monsters – ТВ сериал
- 1999 The Hunger – ТВ сериал
- 2005 Propriété commune